# Klaus Löwitsch
Klaus Löwitsch (Berlino, 8 aprile 1936 – Monaco di Baviera, 3 dicembre 2002) è stato un attore tedesco di origine austriaca, che fu attivo in campo televisivo, teatrale e cinematografico.
Fu interprete, dalla seconda metà degli anni cinquanta in poi, di oltre 300 ruoli, tra cinema e televisione.
Tra i suoi ruoli più noti, figurano quello di Albert Löffelhardt nella serie televisiva Detektivbüro Roth (1986), quello di Albert Löffelhardt/Benno Stepanek nella serie televisiva Hafendetektiv (1987-1991), quello di Peter Strohm nella serie televisiva omonima (1989-1996) e quello di Zorc nell'omonima serie TV (1992).
In carriera, lavorò in varie occasioni con il regista Rainer Werner Fassbinder.
Oltre che come attore, lavorò anche come doppiatore: prestò la sua voce, tra gli altri a Claude Brasseur, Anthony Franciosa, Lee Van Cleef, ecc.
Fu spesso al centro delle cronache scandalistiche, per via dei suoi problemi con l'alcol e per le sue numerose relazioni sentimentali.

## Biografia

### Vita privata
Nel 2000, Löwitsch fu accusato da una collega, Claudia W., di molestie sessuali e lesioni personali. Il fatto sarebbe avvenuto la sera del 25 febbraio 2000, all'uscita dal locale "Emil" di Berlino.

### Morte
Klaus Löwitsch morì in una clinica di Monaco di Baviera intorno alle 4 del mattino di martedì 3 dicembre 2002 per un tumore al pancreas, all'età di 66 anni. A darne l'annuncio alla stampa fu la stessa moglie dell'attore, l'ex-ballerina Helga Heinrich, che con Löwitsch era sposata da 37 anni.
È sepolto a Monaco di Baviera, nel Münchner Ostfriedhof (tomba nr. 88-11-4).

## Filmografia parziale

### Cinema
- Wo die Lerche singt, regia di Hans Wolff (1956)
- Der Jäger von Fall, regia di Gustav Ucicky (1956)
- Scherben bringen Glück, regia di Ernst Marischka (1957)
- Träume von der Südsee, regia di Harald Philipp (1957)
- Der Page vom Palast-Hotel, regia di Thomas Engel (1958)
- Der Pauker, regia di Axel von Ambesser (1958)
- ...und noch frech dazu!, regia di Rolf von Sydow (1960)
- Eine Frau fürs ganze Leben, regia di Wolfgang Liebeneiner (1960)
- Schlagerparade 1961, regia di Franz Marischka (1961)
- Il cobra nero (Die schwarze Kobra), regia di Rudolf Zehetgruber (1963)
- Mädchen, Mädchen, regia di Roger Fritz (1967)
- Scontro mortale (Heisses Pflaster Köln), regia di Ernst Hofbauer (1967)
- Bis zum Happy-End, regia di Theodor Kotulla (1968)
- Mädchen mit Gewalt, regia di Roger Fritz (1970)
- Il mercante delle quattro stagioni (Händler der vier Jahreszeiten), regia di Rainer Werner Fassbinder (1971)
- La lunga pista dei lupi (Die blutigen Geier von Alaska), regia di Harald Reinl (1973)
- Il magnifico calciatore (Libero), regia di Wigbert Wicker (1973)
- Schloß Hubertus, regia di Harald Reinl (1973)
- Der Jäger von Fall, regia di Harald Reinl (1974)
- Dossier Odessa (The Odessa File), regia di Ronald Neame (1974)
- Zwei himmlische Dickschädel, regia di Werner Jacobs (1974)
- Operazione Rosebud (Rosebud), regia di Otto Preminger (1975)
- L'ombra degli angeli (Schatten der Engel), regia di Daniel Schmid (1976)
- Fluchtversuch, regia di Vojtěch Jasný (1976)
- Die Brüder, regia di Wolf Gremm (1976)
- La croce di ferro (Cross of Iron), regia di Sam Peckinpah (1977)
- Despair, regia di Rainer Werner Fassbinder (1978)
- Il matrimonio di Maria Braun (Die Ehe der Maria Braun), regia di Rainer Werner Fassbinder (1979)
- Breakthrough - Specchio per le allodole (Steiner - Das Eiserne Kreuz, 2. Teil), regia di Andrew V. McLaglen (1979)
- Pakleni otok, regia di Vladimir Tadej (1979)
- Desideria: la vita interiore, regia di Gianni Barcelloni Corte (1980)
- Fuga nella notte (Night Crossing), regia di Delbert Mann (1982)
- Firefox - Volpe di fuoco (Firefox), regia di Clint Eastwood (1982)
- Toccato! (Gotcha!), regia di Jeff Kanew (1985)
- Kaminsky - Ein Bulle dreht durch, regia di Michael Lähn (1985)
- Feindliche Übernahme - althan.com, regia di Carl Schenkel (2001)
- Cosa fare in caso di incendio? (Was tun, wenn's brennt?), regia di Gregor Schnitzler (2001)
- Sfida nell'ultima valanga (Extreme Ops), regia di Christian Duguay (2002)

### Televisione
- Bacchus, regia di Josef Gielen - film TV (1957)
- Der eingebildete Kranke, regia di Leonard Steckel - film TV (1959)
- Das Donauweibchen - Eine Neu-Wiener Zauberposse, regia di Wolfgang Glück - film TV (1960)
- Ein Tag im Leben von..., regia di Herbert Fuchs - film TV (1961)
- Höllenangst, regia di Axel von Ambesser - film TV (1961)
- Wie es Euch gefällt, regia di Dietrich Haugk - film TV (1963)
- Musik vom Broadway, regia di Heinz Liesendahl - film TV (1963)
- Die wahre Geschichte vom geschändeten und wiederhergestellten Kreuz, regia di Tom Toelle - film TV (1963)
- Der Hund des Generals, regia di Franz Peter Wirth - film TV (1964)
- Nicht verzagen - Stangl fragen - serie TV, episodio 1x04 (1964)
- Der Hund des Generals (1964)
- Operette - Made in USA (1964)
- Lydia muß sterben (1964)
- Das Kriminalmuseum (serie TV, 1 episodio, 1964)
- Italienische Nacht (1966)
- Der Mann aus Brooklyn (1966)
- Das Kriminalmuseum (serie TV, 1 episodio, 1966)
- Üb immer Treu nach Möglichkeit (serie TV, 1966)
- Kommissar Brahm (serie TV, 1 episodio, 1967)
- Der Kommissar - serie TV, 1 episodio (1970)
- Pionieri a Ingolstadt (Pioniere in Ingolstadt, 1971)
- Il mondo sul filo (Welt am Draht), regia di Rainer Werner Fassbinder – film TV (1973)
- Tatort – serie TV, 1 episodio (1974)
- Die Fälle des Herrn Konstantin – serie TV (1974-1977)
- L'ispettore Derrick (Derrick, serie TV, episodio "Mi ha sempre chiamato zio Hoffmann", 1975)
- Il commissario Köster (Der Alte) – serie TV, 1 episodio (1979)
- St. Pauli-Landungsbrücken - serie TV, 1 episodio (1980)
- Il commissario Köster (Der Alte) – serie TV, 1 episodio (1980)
- Exil, regia di Egon Günther (1981)
- Tatort (serie TV, 1 episodio, 1982)
- Die goldenen Schuhe (miniserie TV, 1983)
- Tatort (serie TV, 1 episodio, 1983)
- Tatort (serie TV, 1 episodio, 1985)
- Hart an der Grenze (1985)
- Il commissario Kress (Der Alte, serie TV, 1 episodio, 1986)
- L'ispettore Derrick (Derrick, serie TV, 1 episodio, 1986)
- L'isola del tesoro, regia di Antonio Margheriti (1987)
- Detektivbüro Roth (serie TV, 1986)
- Hafendetektiv (serie TV, 1987-1991)
- Peter Strohm  (serie TV, 1989-1996)
- Zorc (serie TV, 1992)
- Die Bergwacht - Duell am Abgrund (film TV, 2000)

## Teatro (parziale)
- Kiss Me, Kate (musical)

## Doppiatori italiani
- Sergio Fiorentini in La croce di ferro
- Antonio Colonnello in Il matrimonio di Maria Braun
- Walter Maestosi in Firefox - Volpe di fuoco
- Paolo Poiret in Toccato!

## Riconoscimenti
- 1970: Deutscher Filmpreis come miglior interprete per Mädchen... nur mit Gewalt
- 1998: Premio Adolf Grimme per Das Urteil
- 1998: Bayerischer Fernsehpreis per  Das Urteil